# Wales (Maine)
Wales ist eine Town im Androscoggin County des Bundesstaates Maine in den Vereinigten Staaten. Im Jahr 2020 lebten dort 1608 Einwohner in 592 Haushalten auf einer Fläche von 43,6 km².

## Geographie
Nach dem United States Census Bureau hat Wales eine Gesamtfläche von 43,59 km², von der 41,31 km² Land sind und 2,28 km² aus Gewässern bestehen.

### Geographische Lage
Wales liegt mittig im östlichen Teil des Androscoggin Countys, am Nordufer des Sabattus Ponds. Im Nordosten grenzt das Kennebec County an. Im Südosten der Town befindet sich der Oak Hill (189 m) und im Südwesten der Sabattus Mountain (244 m).

### Nachbargemeinden
Alle Entfernungen sind als Luftlinien zwischen den offiziellen Koordinaten der Orte aus der Volkszählung 2010 angegeben.
- Norden: Monmouth, 4,6 km
- Osten: Litchfield, 12,7 km
- Süden: Sabattus, 4,0 km
- Westen: Greene, 10,8 km

### Stadtgliederung
In Wales gibt es mehrere Siedlungsgebiete: East Wales, Leeds Junction, Wales Center, Wales Corner, Wales Station (ehemalige Eisenbahnstation).

### Klima
Die mittlere Durchschnittstemperatur in Wales liegt zwischen −7,2 °C (19° Fahrenheit) im Januar und 20,6 °C (69° Fahrenheit) im Juli. Damit ist der Ort gegenüber dem langjährigen Mittel der USA um etwa 10 Grad kühler. Die Schneefälle zwischen Oktober und Mai liegen mit über fünfeinhalb Metern knapp doppelt so hoch wie die mittlere Schneehöhe in den USA, die tägliche Sonnenscheindauer liegt am unteren Rand des Wertespektrums der USA.

## Geschichte
Das Gebiet der Town, zusammen mit der Town von Monmouth gehörte vor 1792 zur Plantation of Wales. Zu diesem Zeitpunkt wurde Monmouth ausgegliedert und im Jahr 1803 wurde der Rest als Plantage unter dem alten Namen neu organisiert. Die Inkorporation von Wales erfolgte durch den Massachusetts General Court am 1. Februar 1816.
Der erste Siedler in diesem Gebiet war James Ross aus Brunswick im Jahr 1778. Er ließ sich auf der westlichen Seite des Sabattus Mountain nieder. Ab 1780 erreichten weitere Siedler die Gegend. Im Jahr 1758 wurde Joseph Small von Indianern gefangen genommen und nach Québec gebracht. Dort wurde er gefangen gehalten, bis zur Eroberung Québecs durch General James Wolfe.
Die erste Schrotmühle wurde im Jahr 1800 gebaut und das erste Meeting-House ein Union-House wurde im Jahr 1826 im Zentrum der town errichtet. Eine Baptisten-Gemeinde wurde im Jahr 1831 gegründet.
Ein kleiner Teil des Gebietes von Leeds wurde im Jahr 1852 der Town von Wales hinzugefügt.
An der südöstlichen Seite des nördlichen Ausläufers des Sabattus Mountains befindet sich eine niedrige Höhle, die etwa fünfzig Meter tief reicht. Ihre Breite ist deutlich geringer. Im Fels befindet sich Glimmerschiefer mit Eisen und Schwefel stark durchsetzt. In der Höhle findet sich zudem roter Ocker und Eisenerz. Der Boden ist guter Ackerboden.

### Einwohnerentwicklung
| Volkszählungsergebnisse – Town of Wales, Maine | Volkszählungsergebnisse – Town of Wales, Maine | Volkszählungsergebnisse – Town of Wales, Maine | Volkszählungsergebnisse – Town of Wales, Maine | Volkszählungsergebnisse – Town of Wales, Maine | Volkszählungsergebnisse – Town of Wales, Maine | Volkszählungsergebnisse – Town of Wales, Maine | Volkszählungsergebnisse – Town of Wales, Maine | Volkszählungsergebnisse – Town of Wales, Maine | Volkszählungsergebnisse – Town of Wales, Maine | Volkszählungsergebnisse – Town of Wales, Maine |
| Jahr                                           | 1800                                           | 1810                                           | 1820                                           | 1830                                           | 1840                                           | 1850                                           | 1860                                           | 1870                                           | 1880                                           | 1890                                           |
| ---------------------------------------------- | ---------------------------------------------- | ---------------------------------------------- | ---------------------------------------------- | ---------------------------------------------- | ---------------------------------------------- | ---------------------------------------------- | ---------------------------------------------- | ---------------------------------------------- | ---------------------------------------------- | ---------------------------------------------- |
| Einwohner                                      |                                                |                                                | 515                                            | 612                                            | 658                                            | 612                                            | 602                                            | 556                                            | 505                                            | 451                                            |
| Jahr                                           | 1900                                           | 1910                                           | 1920                                           | 1930                                           | 1940                                           | 1950                                           | 1960                                           | 1970                                           | 1980                                           | 1990                                           |
| Einwohner                                      | 436                                            | 499                                            | 428                                            | 446                                            | 434                                            | 437                                            | 488                                            | 624                                            | 862                                            | 1223                                           |
| Jahr                                           | 2000                                           | 2010                                           | 2020                                           | 2030                                           | 2040                                           | 2050                                           | 2060                                           | 2070                                           | 2080                                           | 2090                                           |
| Einwohner                                      | 1322                                           | 1616                                           | 1608                                           |                                                |                                                |                                                |                                                |                                                |                                                |                                                |

## Wirtschaft und Infrastruktur

### Verkehr
Der wichtigste Verkehrsanbindung in Wales ist der U.S. Highway 202. Er führt vom Südwesten in den Nordosten durch die Town. Wales liegt an der Strecke der Maine Central Railroad.

### Öffentliche Einrichtungen
In Wales gibt es keine eigene Bücherei. Den Bewohnern der Town stehen die öffentlichen Büchereien in Auborn, Lewiston und Monmouth zur Verfügung.
Auch verfügt die Town nicht über ein eigenes Krankenhaus. Die nächstgelegenen Krankenhäuser befinden sich in Auborn und Lewiston.

### Bildung
Gemeinsam mit Litchfield und Sabattus  gehört Wales zur Regional School Unit #4. Im Schulbezirk werden den Schulkindern mehrere Schulen angeboten:
- Oak Hill High School Schulklassen 9–12, in Wales
- Oak Hill Middle School Schulklassen 6–8, in Sabattus
- Carrie Ricker School Schulklassen 3–5, in Litchfield
- Sabattus Primary School Schulklassen PK-2, in Sabattus
- Libby Tozier School Schulklassen PK-2, in Litchfield